# 브루스 가보

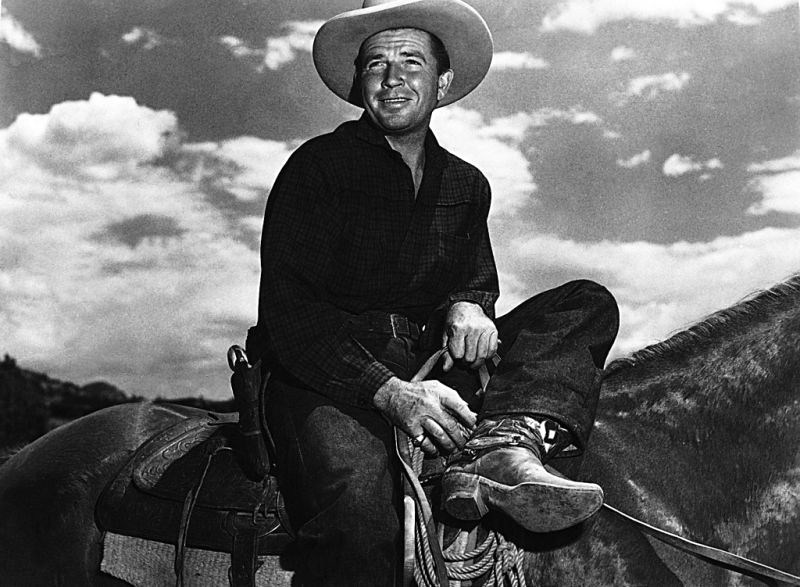

브루스 캐벗(Bruce Cabot, 영어 발음: /ˈkæbət/, 본명: Etienne Pelissier Jacques de Bujac, 1904년 4월 20일 ~ 1972년 5월 3일)는 미국의 배우이다.
칼즈배드에서 태어났으며 우들랜드힐스에서 사망하였다. 사인은 폐암이다.

## 영화
- 빅 제이크 (1971년)
- 007 다이아몬드는 영원히 (1971년) - 엘버트 R. 버트 색비 역
- 치삼 (1970년)
- 철인들 (1969년)
- 그린 베레 (1968년)
- 워 웨곤 (1967년)
- 체이스 (1966년)
- 인 함스 웨이 (1965년)
- 캣 벌루 (1965년)
- 맥린턱 (1963년)
- 하타리 (1962년)
- 코만체로스 (1961년)
- 콰이어트 아메리칸 (1958년)
- 팬시 팬츠 (1950년)
- 천사와 악당 (1947년)
- 폴린 엔젤 (1945년)
- 솔티 오로키 (1945년)
- 사막의 노래 (1943년)
- 썬다운 (1941년)
- 뉴올리언스의 불빛 (1941년)
- 걸스 언더 21 (1940년)
- 수잔과 신 (1940년)
- 닷지 시티 (1939년)
- 분노 (1936년)
- 로빈 훗 - 엘도라도 (1936년)
- 모히칸 족의 최후 (1936년)
- 킹콩 (1933년) - 존 잭 드리스콜 역